# 千葉県道151号夷隅瑞沢線
千葉県道151号夷隅瑞沢線（ちばけんどう151ごう いすみみずさわせん）は、千葉県いすみ市と長生郡睦沢町を結ぶ一般県道。

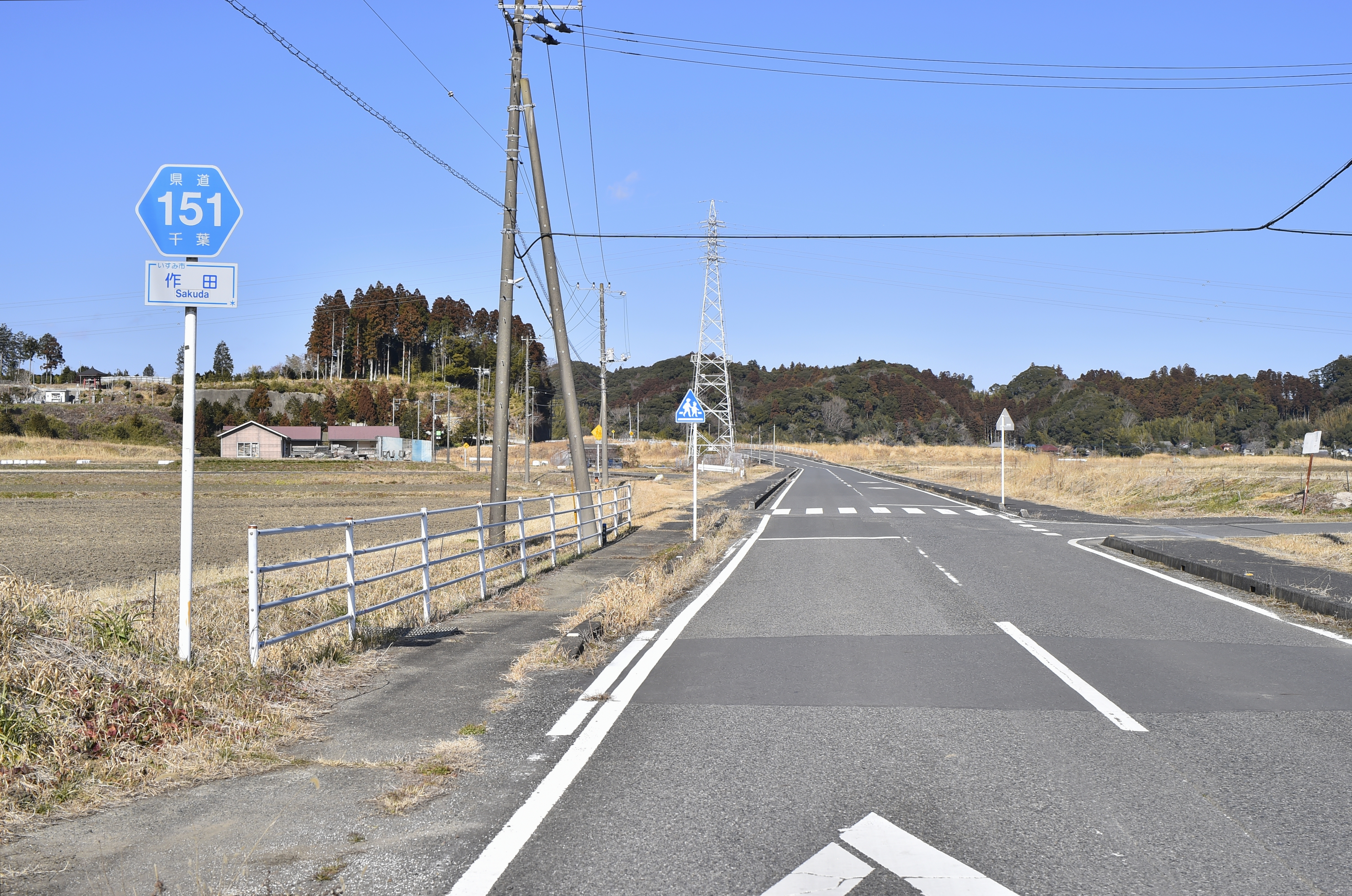
千葉県道151号夷隅瑞沢線
いすみ市作田（2023年2月）

## 路線データ
- 起点：いすみ市行川（行川交差点、国道465号交点）
- 終点：睦沢町大上（千葉県道150号大多喜一宮線交点）
- 総延長：*.* km（夷隅土木事務所管内：4.813 km、長生土木事務所管内：*.* km）
- 重用延長：*.* km（夷隅土木事務所管内：0.0 km、長生土木事務所管内：*.* km）
- 実延長：7.849 km（夷隅土木事務所管内：4.813 km、長生土木事務所管内：3.036 km[1]）

## 路線状況

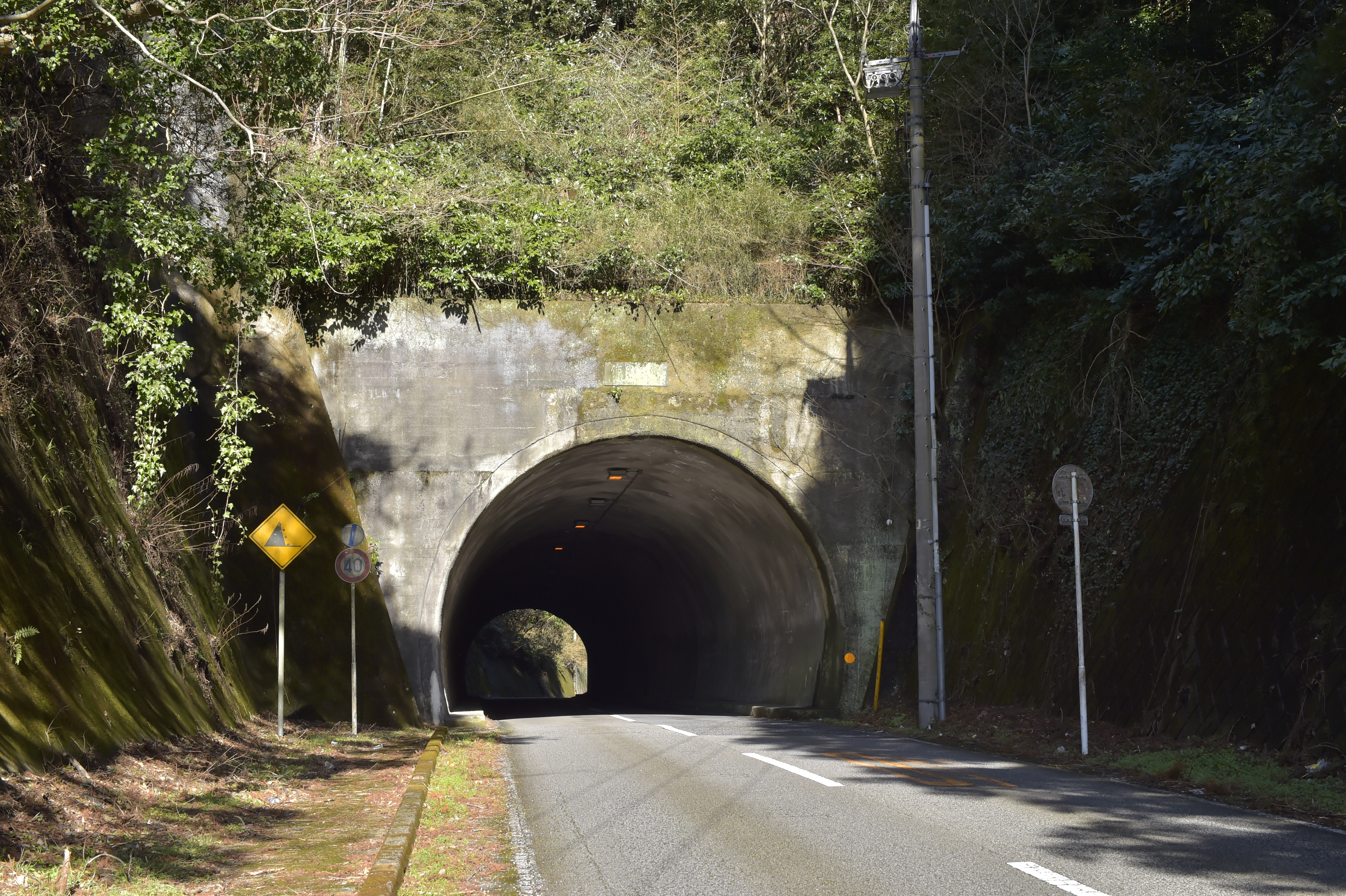
作田隧道（いすみ市作田、2023年2月）

### 道路施設
- 作田隧道（いすみ市作田：延長75m）[2]
- 荻原隧道（いすみ市荻原ー睦沢町大上）

## 地理

### 通過する自治体
- 千葉県
  - いすみ市 - 長生郡睦沢町

### 交差する道路
- 国道465号 - いすみ市行川（行川交差点、起点）
- 千葉県道153号夷隅太東線 - いすみ市荻原
- 千葉県道150号大多喜一宮線 - 睦沢町大上（終点）

### 周辺
- いすみ鉄道 上総中川駅 - いすみ市行川
- いすみ市立中川小学校 - いすみ市行川
- 行元寺 - いすみ市荻原